# Lycée Saint-Jacques (Liège)
 (février 2022).
Pour les articles homonymes, voir Saint-Jacques.
Le lycée Saint-Jacques (anciennement institut Saint-Jacques) est une école secondaire d'enseignement général. Cet établissement est situé à Liège au 43 rue Darchisen Belgique.
Le lycée fut la première école composée entièrement de filles à avoir une homologation de ses diplômes en Belgique. En 2018, le Lycée Saint-Jacques fut labellisé par l'ASBL Mémoires d'Auschwitz, ce qui fait de lui le seul établissement en Wallonie à posséder une telle distinction,,.

## Histoire

### Fondation

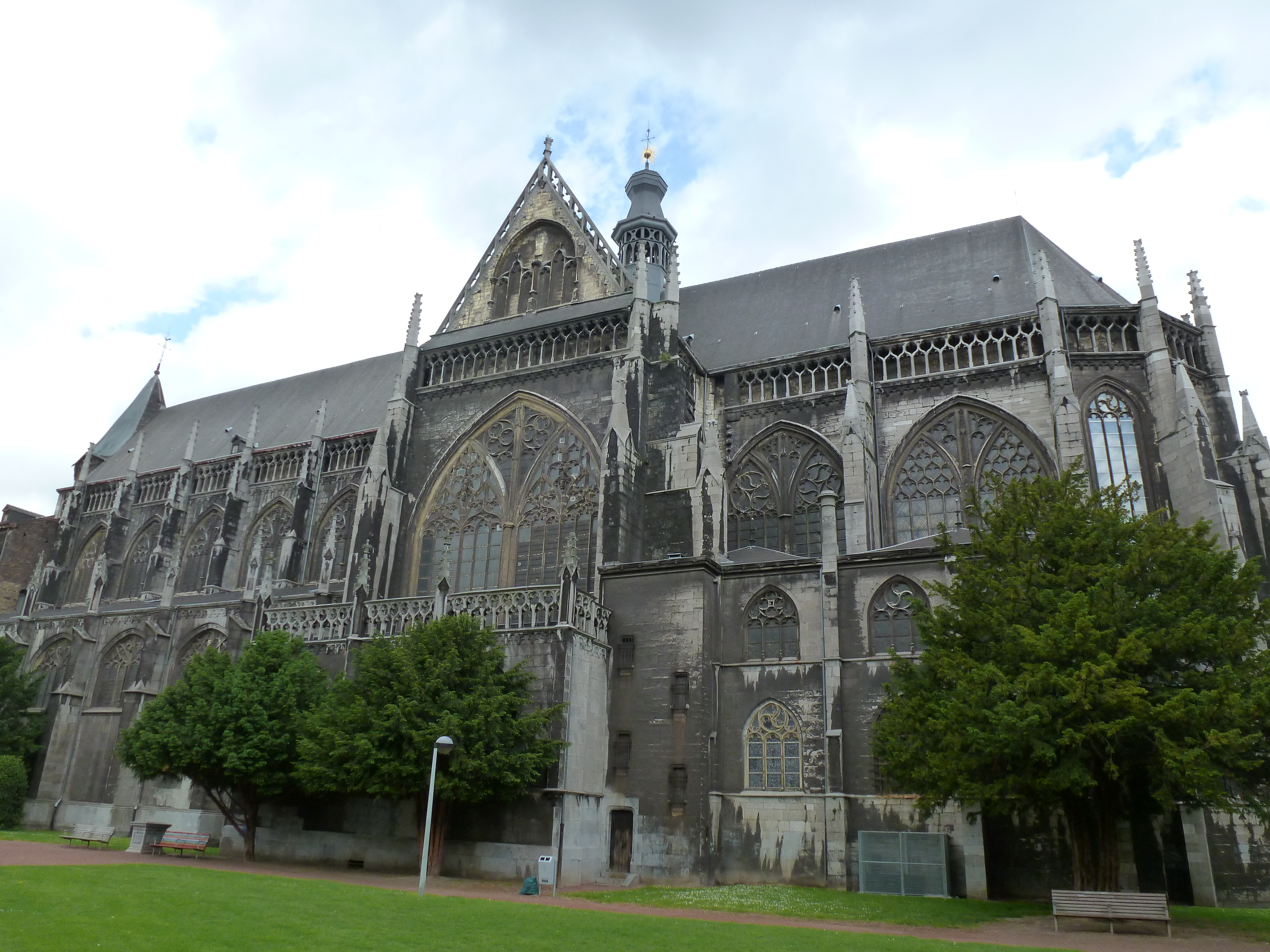
Église Saint-Jacques-le-Mineur de Liège

François Sépulchre, industriel liégeois, fonde en 1908 l'Institut Saint-Jacques, une école catholique destinée à l'instruction de jeunes filles en vue d'études supérieures. Sépulchre, intéressé par les questions d'éducation, souhaite « créer une école où l'on prétend faire faire à des jeunes filles les mêmes études classiques qu'aux jeunes gens et ainsi leur faciliter l'accès à l'Université. »
L'Institut se situe dans la maison de l'industriel, place Saint-Jacques, en face de l'église (ce qui donnera le nom à l'Institut). La première année, elle n'accueille que cinq jeunes filles.
Cette école, assez atypique pour l'époque, recevra en 1918 une homologation de ses diplômes. Elle est alors la première école composée entièrement de filles à bénéficier d'une telle reconnaissance,.
Le nombre d'élèves admis atteint 127 au cours de l'année 1927.

### Mort de Sépulchre et développement de l'Institut
À la mort de François Sépulchre en 1929, Elisa Bertholomé, directrice de l'Institut du temps de François Sépulchre déménage l'école rue des Prémontrés.
Marthe Defrenne, professeur depuis 1941, prend les rênes de l'école en 1946.
L'école change de nouveau d'adresse pour s'installer au 35 rue Darchis. L'Institut devient « lycée » en 1958. Cette année-là, le lycée fait construire le gymnase et achète le no 37. Les no 39 et 41 seront achetés en 1966.

### Renouveau et système mixte
En 1971, après 25 ans de direction, Marthe Defrenne cède sa place à Marie-Claire Laloux.
Durant sa gérance, le lycée Saint-Jacques se lance dans l'enseignement rénové et crée une section dédiée aux sciences industrielles.
En 1985, Marie-Claire Laloux se retire au profit d'Elisabeth Malvaux. Sous sa direction, le lycée Saint-Jacques prend la décision de rendre l'établissement mixte. Et dès 1992, un nombre très limité de garçons intègre l'école, un nombre qui ne fera qu'augmenter dans les années suivantes.
Le nombre d'élèves est passé de 272 à 460 entre 1956 et 1983. Il atteint 538 en 1989. Cette expansion rapide se poursuivra sous l'administration d'Elisabeth Malvaux pour arriver au stade actuel de 900 élèves.
Lors du 100e anniversaire du lycée Saint-Jacques, Elisabeth Malvaux cède sa place au profit de Françoise Neuray.
| François Sépulchre  | 1908 - 1929 |
| Elisa Bertholomé    | 1929 - 1946 |
| Marthe Defrenne     | 1946 - 1971 |
| Marie-Claire Laloux | 1971 - 1985 |
| Elisabeth Malvaux   | 1985 - 2008 |
| Françoise Neuray    | 2008 - 2018 |
| Jocelyne Massart    | 2018 - 2020 |
| Manuela Di Cioccio  | 2020 -      |

## Projets

### Bolingo

#### Situation initiale
Bolingo est un projet à but caritatif lancé par le lycée Saint-Jacques en 2008.
La direction de l'école, désireuse d'utiliser le lycée comme tremplin pour une œuvre caritative, demande à Laurent Merenne, professeur de Français, de monter un projet à moyen ou long terme.
Laurent Merenne et sa femme Sophie Gochel partent de 2008 à 2009 en République démocratique du Congo où ils découvrent le diacre de la paroisse local, Albert Langawa ainsi que le complexe scolaire Bolingo. En rentrant au pays, l'idée de soutenir le complexe scolaire Bolingo est proposée et acceptée.
Le projet a pour but « d'offrir un accès gratuit à l'enseignement aux enfants les plus démunis ; soutenir le quartier où se situe l'école ; veiller à la qualité de vie des enfants : les plus pauvres sont nourris gratuitement par l'école et ils reçoivent même de la farine qu'ils rapportent chez eux. »
L'école est située dans un des coins les plus reculés et les plus pauvres de Kinshasa. Elle est constituée de trois bâtiments en béton se dressant sur quatre petites parcelles.
En 2009 l'école accueille plus ou moins 400 élèves en primaire, 80 au 1er degré du secondaire et 19 membres du personnel.

### Investissements
Les premiers investissements seront destinés à la mise en place de trois nouveaux WC. En effet, en 2009, l'école ne disposait  que de deux toilettes « à pédales » posées sur une fosse.
Après l'ouverture en 2012 d'une section maternelle qui accueille alors trente élèves, la construction de trois nouveaux bâtiments fut lancée pour satisfaire une demande d'inscriptions de plus en plus importante. Depuis septembre 2015, la section de maternelle accueille une soixantaine élèves.
En 2018, l'objectif final fixé par l'établissement est atteint par la pose de panneaux photovoltaïques. Ils permettent de faire fonctionner les luminaires et d'alimenter les ordinateurs de l'école pour pouvoir ouvrir un cybercafé et ainsi engendrer des recettes,.

### Zéro déchet
Depuis 2018, le lycée Saint-Jacques participe chaque année à la journée « Zéro Déchet », un mouvement lancé par l'ASBL Good Planet. Ce mouvement veut sensibiliser les élèves à la problématique des sachets et emballages plastiques et à la nécessité d'utiliser des contenants réutilisables,,.
À cette occasion, le magasin tenu par le groupe de développement durable ne vend plus que des fruits, des jus de fruits dans des bouteilles en verre consignées et des pâtisseries (spéculoos, pains au chocolat, gaufres) en vrac  

### Exposition  «Valises-Miroirs»
En décembre 2018, l'ASBL Auschwitz décide d'attribuer au lycée Saint-Jacques le label « Balises pour la citoyenneté ».
Celui-ci fut décerné à l'occasion de l'exposition « Valise-Miroirs » organisée en 2016, celle-ci raconte la vie d'hommes et de femmes rescapés de la Shoah ou de justes parmi les nations à travers plusieurs valises racontant leur vie,,.

### Journées citoyennes
Le Lycée Saint-Jacques organise chaque année deux journées citoyennes avec les élèves de 6e année. Une première journée est consacrée à la visite du Fort de Breendonk et à la visite du Parlement européen à Bruxelles. Une deuxième journée s'organise au Lycée Saint-Jacques lors de laquelle les élèves rencontrent un écrivain et plusieurs personnes venant témoigner de leur vécu. À cette occasion, le Lycée a accueilli à plusieurs reprises Simon Gronowski. 